# Ормос Панагијас
Ормос Панагијас (грч. Όρμος Παναγίας) је приморско насељено место у општини Ситонија у периферији Средишња Македонија, Грчка. Према попису из 2021. године било је 90 становника.
Насеље је подигнуто педесетих година 20. века и први пут се помиње на попису из 1961. године са 30 становника.